# شلمن
شلمن هي قرية في مقاطعة سردشت، إيران. يقدر عدد سكانها بـ 106 نسمة بحسب إحصاء 2016.